# Balloon Ascension
Balloon Ascension je americký němý film z roku 1902. Režisérem je Harry Buckwalter (1867–1930). Film trvá zhruba jednu minutu a premiéru měl v listopadu 1902.

## Děj
Film zachycuje výstup horkovzdušného balonu, na kterém je kapitán Thomas Baldwin, bratr polárního průzkumníka, a jeho společník, kapitán Hudson, slavný vzduchoplavec, do výšky asi 2 000 stop (600 metrů) nad město Denver ve státě Colorado.